# NT Близнецов
NT Близнецов (лат. NT Geminorum) — одиночная переменная звезда в созвездии Близнецов на расстоянии (вычисленном из значения параллакса) приблизительно 2 763 световых лет (около 847 парсек) от Солнца. Видимая звёздная величина звезды — от +14,5m до +13,4m.
Открыта Куно Хофмейстером в 1963 году*.

## Характеристики
NT Близнецов — красная пульсирующая полуправильная переменная звезда типа SRB (SRB:) спектрального класса M. Эффективная температура — около 3294 К.